# 수동소자
수동소자(passive element, passive component)는 공급된 전력을 소비·축적·방출하는 소자로, 증폭 정류 등의 능동적 기능을 하지 못하는 소자를 말한다.

## 개요
증폭이나 전기 에너지의 변환과 같은 능동적 기능을 가지지 않는 전자 소자. 저항기, 콘덴서, 인덕터, 트랜스, 릴레이 등이 있다. 능동소자와는 반대로 에너지를 단지 소비, 축적, 혹은 그대로 통과시키는 작용을 하고, 수동적으로 작용할 뿐, 먼저 나서서 어떠한 일을 하지는 않는다. 수동소자는 외부전원이 필요 없이 단독으로 동작이 가능하다. 만들어진 후에는 입력 조건에 의한 소자의 특성 변화가 불가능하고, 소자의 특성이 수동적으로 상황에 알맞게 전류나 전압이 인가되지 않은 상태에서 결정되어 있는 소자이다. 기본적으로 선형 동작을 하기 때문에 수동소자는 선형 해석만으로도 충분한 해석이 가능하다

## 부품별 설명
- 저항 : 전류의 흐름을 방해하고, 이 과정에서 전류를 열 에너지나 다른 에너지로 승화한다.
- 인덕터(코일) : 전선에 전류가 흐를 때 전선 주변에 발생되는 자기장(자계)은 자기력이 되고, 이 전선을 코일처럼 감았을 때 기전력과 역기전력이 발생된다. 이것은 저항성분(임피던스)이 되어 로우패스 필터의 역할을 하게 된다.
- 커패시터(콘덴서) : 전압의 급격한 변화를 막는다. 저항성분이 주파수에 반비례한다.

인덕터와 커패시터가 결합되어 로우패스, 하이패스 필터가 만들어진다.

## 패시브 필터
패시브 필터는 수동 구성 요소로만 이루어진 전자 필터의 한 유형이다. 액티브 필터와 달리 외부 전원 공급이 필요하지 않다.
패시브 필터는 액티브 필터에 비해 몇 가지 장점이 있다:
- 안정성 보장
- 액티브 디바이스가 비현실적인 경우가 많은 대규모 신호(수십 암페어, 수백 볼트)에 맞게 확장하는 것이 좋다.
- 전원 공급 장치 필요 없음
- 개별 설계에서 더 저렴한 경우가 많다(대형 코일이 필요하지 않은 경우).
- 선형 필터의 경우, 필요한 구성 요소에 따라 잠재적으로 더 높은 선형성을 제공한다.

일반적으로 스피커용 크로스오버 설계(전압과 전류가 적당히 높고 전원 공급 장치에 쉽게 접근할 수 없기 때문에), 배전 네트워크의 필터(전압과 전류가 높기 때문에)에 사용된다. 전원 공급 장치 우회(저렴한 비용과 경우에 따라 전력 요구 사항으로 인해), 다양한 개별 및 가정용 회로(저렴한 비용과 단순성으로 인해)에서. 패시브 필터는 저항기 및 커패시터에 비해 능동 소자가 저렴하고 인덕턴스 코일이 엄청나게 비싼 모놀리식 집적 회로 설계에서는 거의 사용되지 않는다.

## 같이 보기
- 능동소자
- 반도체 소자
- 전자 부품